# Nymphon primacoxa
Nymphon primacoxa is een zeespin uit de familie Nymphonidae. De soort behoort tot het geslacht Nymphon. Nymphon primacoxa werd in 1968 voor het eerst wetenschappelijk beschreven door Stock. 